# Gonempeda
Gonempeda es un género de dípteros nematóceros perteneciente a la familia Limoniidae. 

## Especies
- Contiene las siguientes especies:
- G. armata Savchenko, 1971
- G. burra (Alexander, 1924)
- G. flava (Schummel, 1829)
- G. nyctops (Alexander, 1916)
- G. yellowstonensis (Alexander, 1943)